# Bistum Raleigh
Das in den USA gelegene Bistum Raleigh (lateinisch Dioecesis Raleighiensis, englisch Diocese of Raleigh) ist eine Diözese der römisch-katholischen Kirche.

## Geschichte
Das Bistum Raleigh wurde am 3. März 1868 aus dem Bistum Charleston als Apostolisches Vikariat North Carolina herausgelöst und gehörte dem Erzbistum Baltimore als Suffraganbistum an. Nachdem es am 8. Juni 1910 3.340 Quadratkilometer an die neue Territorialabtei Belmont-Mary Help of Christians abgetreten hatte, wurde es am 12. Dezember 1924 zum Bistum Raleigh erhoben.
Am 17. April 1944 kamen weite Gebiete der Territorialabtei an das Bistum zurück. Im Juli 1960 erhielt Raleigh Gaston County von der Territorialabtei und wechselte 10. Februar 1962 als Suffraganbistum vom Erzbistum Baltimore zum Erzbistum Atlanta über.
Bei der Bistumsgründung gehörten zur Diözese etwa 6.000 Katholiken. Kathedrale wurde die bisherigen Pfarrkirche Sacred Heart (Herz Jesu) mit etwa 300 Plätzen. Da die Zahl der Katholiken im Bistum stark angestiegen war, wurde eine neue Kathedrale geplant. Im Januar 2015 wurde mit dem Bau der Kathedrale Holy Name of Jesus (Namen Jesu) begonnen, die 2000 Plätze bietet und am 26. Juli 2017 geweiht wurde.

## Ordinarien

### Apostolische Vikare
- James Gibbons (1868–1877, dann Bischof von Richmond)
- Henry Pinckney Northrop (1881–1883, dann Bischof von Charleston)
- Leo Michael Haid OSB (1888–1924)

### Bischöfe
- William Joseph Hafey (1925–1937, dann Koadjutor im Bistum Scranton)
- Eugene Joseph McGuinness (1937–1944, dann Koadjutor im Bistum Oklahoma City-Tulsa)
- Vincent Stanislaus Waters (1945–1974)
- Francis Joseph Gossman (1975–2006)
- Michael Francis Burbidge (2006–2016), dann Bischof von Arlington
- Luis Rafael Zarama Pasqualetto (seit 2017)